# Heptateuch
Heptateuch (griechisch ἑπτάτευχος, eigentlich Siebengefäß) ist die Bezeichnung für eine Schrift, die sieben Teile enthält.
Es ist vor allem eine Bezeichnung für die ersten sieben Bücher der Hebräischen Bibel (Alten Testament) in griechischen und anderen christlichen Übersetzungen. Sie besteht aus den Büchern: Genesis, Exodus, Levitikus, Numeri, Deuteronomium, Josua und Richter.
Diese erzählen die Geschichte Israels vom Beginn der Welt bis vor die Königszeit. In der jüdischen Tradition wird der Begriff nicht verwendet.
Es sind nur wenige alttestamentliche Heptateuch-Handschriften bekannt
- Heptateuch, 7. Jhd., Bibliothèque Municipale, Lyon
- Altenglischer Heptateuch, 11. Jhd., Bodleian Library, Oxford, Ms. Laud. Misc. 509[1]

Kommentare zum Heptateuch sind unter anderem von Gregor dem Großen und Augustinus überliefert.
Heptateuch ist auch eine Bezeichnung für Schriften über die sieben freien Künste der Antike u. a. von Thierry von Chartres im 12. Jahrhundert.